# Região Geográfica Intermediária de Feira de Santana
A Região Geográfica Intermediária de Feira de Santana é uma das dez regiões intermediárias do estado brasileiro da Bahia e uma das 134 regiões intermediárias do Brasil, criadas pelo Instituto Brasileiro de Geografia e Estatística (IBGE) em 2017. É composta por 83 municípios, distribuídos em seis regiões geográficas imediatas.
Sua população total estimada pelo Instituto Brasileiro de Geografia e Estatística (IBGE) para 1º de julho de 2018 é de 2 329 224 de habitantes, distribuídos em uma área total de 74 810,056 km².
Feira de Santana é o município mais populoso da região intermediária, com 609 913 habitantes, de acordo com estimativas de 2018 do Instituto Brasileiro de Geografia e Estatística (IBGE).

## Regiões geográficas imediatas
| Região geográfica imediata                       | Municípios | População Estimativa 2018 | Área (km²) |
| ------------------------------------------------ | --- | ------------------------- | ---------- |
| Região Geográfica Imediata de Feira de Santana   | Água Fria Amélia Rodrigues Anguera Antônio Cardoso Baixa Grande Candeal Capela do Alto Alegre Conceição da Feira Conceição do Jacuípe Coração de Maria Feira de Santana Gavião Ichu Ipecaetá Ipirá Irará Lamarão Macajuba Mairi Mundo Novo Nova Fátima Ouriçangas Pé de Serra Pintadas Rafael Jambeiro Riachão do Jacuípe Santa Bárbara Santanópolis Santo Estêvão São Gonçalo dos Campos Serra Preta Tanquinho Várzea da Roça | 1 225 141                 | 19 491,156 |
| Região Geográfica Imediata de Jacobina           | Caém Caldeirão Grande Capim Grosso Jacobina Miguel Calmon Mirangaba Ourolândia Piritiba Quixabeira São José do Jacuípe Saúde Serrolândia Tapiramutá Umburanas Várzea do Poço Várzea Nova | 323 332                   | 15 016,235 |
| Região Geográfica Imediata de Itaberaba          | Andaraí Boa Vista do Tupim Iaçu Ibiquera Itaberaba Itaetê Lajedinho Marcionílio Souza Nova Redenção Ruy Barbosa Utinga Wagner | 223 207                   | 16 980,745 |
| Região Geográfica Imediata de Conceição do Coité | Conceição do Coité Nordestina Queimadas Retirolândia Santaluz São Domingos Valente | 193 356                   | 6 042,333  |
| Região Geográfica Imediata de Serrinha           | Araci Barrocas Biritinga Serrinha Teofilândia | 188 810                   | 3 191,819  |
| Região Geográfica Imediata de Seabra             | Boninal Ibitiara Iraquara Lençóis Mucugê Novo Horizonte Palmeiras Piatã Seabra Souto Soares | 175 378                   | 14 087,768 |
| Total                                            | 83 | 2 329 224                 | 74 810,056 |